# Хундесхаген
Хундесхаген (нем. Hundeshagen) — община в Германии, в земле Тюрингия. 
Входит в состав района Айхсфельд. Подчиняется управлению Линденберг/Айксфельд.  Население составляет 1138 человек (на 30 июня 2023 года). Занимает площадь 13,38 км².